# The Nox (Stargate SG-1)
«The Nox» («Los Nox») es el octavo episodio de la primera temporada de la serie de televisión de ciencia ficción Stargate SG-1.

## Trama
El episodio comienza en el SGC, donde el secretario de defensa de EE. UU., ha venido a ver personalmente el funcionamiento de la instalación. Él comenta que no está satisfecho con el progreso del programa Stargate. Ningún equipo ha traído hasta ahora tecnología cualquiera o alianza de algún tipo contra los Goa'uld. Teal'c por lo tanto les pregunta directamente que desean para poder recordar algo, y después menciona una criatura en un planeta que tiene la capacidad de volverse invisible. Tal tecnología presentaría la ventaja táctica que la secretaria de defensa estaba buscando, y SG-1 es enviado por ella. Las criaturas son famosas entre los Jaffa y Goa'uld porque nunca las han capturado, pero son buscadas muy a menudo, especialmente por Apophis.
Sin embargo una vez allí, el SG-1 pierde de vista el portal. Este ha desaparecido. Parten entonces a buscarlo, y en eso divisan a la criatura invisible. Pero cuando intentan atraparla, se topan con Apophis (al parecer en una misión idéntica) con solamente algunos guardias. O'Neill y Daniel ven esto como su mejor oportunidad de capturarlo, para así descubrir el paradero de Sha're y Skaara. Ponen una trampa y separando a los guardias de Apophis lo dejan indefenso, sin embargo, en ese momento, él activa un escudo personal que rechaza todos los ataques. Él entonces les dispara, matando a O'Neill, Carter y al Dr. Jackson. Teal'c está a punto de sufrir el mismo destino cuando repentinamente desaparece, junto con el resto de su equipo.
Más tarde, el SG-1 despierta en una Aldea primitiva sin heridas. Conocen a sus habitantes, una pequeña gente mansa con el pelo desordenado llamada Nox. Son silenciosos al principio, y apenas escuchan lo que dice el SG-1, pero resulta que en todo ese corto periodo, ellos en realidad estaban aprendiendo inglés y pronto ya empiezan a comunicarse con el equipo terrestre. El líder de los Nox, Anteaeus, les dice reiteradamente que deben irse, pero el SG-1 se niega diciendo que temen que los Goa'uld los encuentren y les hagan daño, ya que el mismo Anteaeus les dijo, que los Nox no pelean para defenderse. Luego otra Nox, Lya, le revela al SG-1 que han ayudado también a uno de los Jaffa de Apophis. Este resulta ser Sha'kl, un antiguo amigo y soldado de Teal'c. Mientras Teal'c intenta convencerlo de unirse a su causa, Daniel conversa con Ohpen, uno de los más ancianos Nox. Jackson se entera de que Ohpen tiene 432 años “terrestres” (basado en un rápido cálculo que el mismo Ohpen hizo), por su parte, Ohpen le dice a Daniel que su gente tiene mucho por aprender.
O'Neill, por otro lado, continúa buscando a las criaturas invisibles, pero pronto descubre que las criaturas se hacen invisibles gracias a los Nox. Lo hacen para protegerlas de los Goa'uld que las cazan.
En la aldea, luego, Sha'kl logra liberarse. Hiere a Teal'c y mata a Lya. Sin embargo, el SG-1 repentinamente logra ver como los Nox la reviven, y comprenden que fue así como ellos fueron salvados. Los Nox, sin embargo, les cuentan que durante el "ritual de la vida" ellos no pueden mantener continua su invisibilidad, lo que los hace vulnerables a un ataque. Mientras, cerca de allí, Sha'kl logra ver las habilidades de los Nox, y parte de inmediato a contárselo a Apophis. Este entonces se dirige a la aldea con sus guardias, pero antes de llegar se topa con un pequeño Nox, y lo mata. El SG-1, junto con los Nox, lo encuentran y lo traen de regreso a la aldea para revivirlo. A pesar de los intentos del equipo por convencerlos de que pueden defenderlos de Apophis, los Nox se niegan a luchar y les dicen que se vayan de inmediato. Entonces, el equipo se retira. Ya lejos, O'Neill y el resto trazan un plan para detener a Apophis. A pesar de no tener sus armas, O'Neill muestra un dardo tranquilizante que tenía escondido. Lo amarra a una flecha, y les explica que él vio que el arma báculo que le lanzó un Jaffa a Apophis atravesó fácilmente su escudo. Por ende, deducen que mientras más despacio vaya el objeto, más posibilidades tendrá de pasar el protector. En este caso, la flecha debería servir para atrapar a Apophis.
Finalmente, Apophis se acerca a la aldea Nox, y el SG-1 lo sorprende. Sin embargo, cuando O'Neill lanza la flecha sobre Apophis, este desaparece. O'Neill se enfurece, ya que los Nox se dieron cuenta de la pelea e intervinieron.
El equipo no tiene más opción que regresar a donde debería estar la Puerta. Allí, Anteaeus y Nafreyu (el niño Nox) aparecen, y les dicen que mandaron a Apophis de regreso por el portal. O'Neill y el resto les dicen que los Goa'uld volverán, esta vez con naves, pero Anteaeus les dice que no se preocupen, que estarán bien. Él entonces les muestra algo oculto en el planeta: Una ciudad inmensa, tecnológicamente superior que flota en el cielo (la ciudad de los Nox). También el Stargate aparece. Anteaeus se despide diciendo que algún día quizás sepan que su camino, no es el único camino. Mientras el equipo se va, reflexiona sobre los Nox, una raza que resultó más avanzada incluso que los Goa'uld y que ahora no podrán visitar de nuevamente, ya que bloquearán la puerta. Para finalizar, O’Neill comenta un mensaje dado por Anteaeus anteriormente: "Los jóvenes no hacen siempre lo que se les dice". Según Jack, es algo que vale la pena aprender.

## Artistas invitados
- Peter Williams como Apophis
- Armin Shimerman como Anteaus.
- Ray Xifo como Ohper.
- Gary Jones como Walter Harriman.
- Frida Betrani como Lya.
- Terry David Mulligan como el Secretario de Defensa, David Swift.